# Spilosoma sordidescens
Spilosoma sordidescens är en fjärilsart som beskrevs av George Francis Hampson 1901. Spilosoma sordidescens ingår i släktet Spilosoma och familjen björnspinnare. Inga underarter finns listade i Catalogue of Life.